# Room V
Room V è il quinto album del gruppo progressive metal Shadow Gallery, pubblicato nel 2005 dalla Inside Out Music.

## Il disco
Riprende la storia iniziata in Tyranny, partendo da "Tyranny Act II". In questo album c'è una forte componente melodica (come in Carved in Stone) rispetto ai due precedenti album in studio. È probabile che l'ispirazione per il titolo dell'album sia derivata dalla Graphic novel V for Vendetta di Alan Moore, il cui protagonista è stato rinchiuso per molto tempo in una cella chiamata room V. Lo stesso nome della band deriva da questa graphic novel, in quanto la galleria delle ombre è il nome del nascondiglio del protagonista.
In esso, i due protagonisti sono riusciti a crearsi una famiglia. Si scopre che la donna porta dentro il suo sangue il vaccino contro una malattia con cui la sua organizzazione vuole terrorizzare il mondo. Quando lei muore di parto e la loro figlia viene rapita, il protagonista affida ai due dischi degli Shadow Gallery il compito di diffondere questa storia.

## Tracce
1. Manhunt – 2:07
2. Comfort Me – 6:49
3. The Andromeda Strain – 6:44
4. Vow – 8:25
5. Birth of a Daughter – 2:38
6. Death of a Mother – 2:13
7. Lamentia – 1:02
8. Seven Years – 3:35
9. Dark – 1:01
10. Torn – 8:21
11. The Archer of Ben Salem – 7:26
12. Encrypted – 7:59
13. Room V – 7:42
14. Rain – 8:59

Act III comprende le prime sette tracce, mentre Act IV le successive sette.

## Edizione speciale
L'edizione limitata contiene un secondo cd, le cui tracce sono le seguenti:
1. Joe's Spotlight – 3:06
2. She Wants to Go Home – 2:40
3. Memories (demo) – 1:59
4. Rain (acustica) – 5:53
5. Floydian Memories – 24:36

Floydian Memories è un lungo mix di canzoni dei Pink Floyd, tra cui Pigs on the Wing (Parts 1 and 2), Mother, The Thin Ice, Bike, Brain Damage, Goodbye Blue Sky, Welcome to the Machine, Sheep, Comfortably Numb e On the Turning Away, fra le altre.

## Formazione
- Carl Cadden-James - basso, voce, flauto
- Brendt Allman - chitarra, voce
- Gary Wehrkamp - chitarra, tastiere, voce
- Joe Nevolo - batteria
- Mike Baker - voce (lead)

### Ospiti
- Laura Jaeger - duetto vocale sulla canzone "Comfort Me"
- Mark Zonder - batteria su "One in a Crowd," una parte di Floydian Memories
- Arjen Lucassen - voce e "Shine On" guitar solo in Floydian Memories e guitar solo in Seven Years
- James LaBrie - uno dei compositori in "Torn"
- Chris Ingles - uno dei compositori in diverse tracce.